# Neoaiptasia morbilla
Neoaiptasia morbilla is een zeeanemonensoort uit de familie van de Aiptasiidae. De wetenschappelijke naam van de soort is voor het eerst geldig gepubliceerd in 2009 door Fautin & Goodwill.